# Wonder Mike
Wonder Mike, né Michael Wright le 30 avril 1957 à Englewood, est un rappeur old school et chanteur américain et ancien membre du Sugarhill Gang. Le groupe faisait partie du mouvement hip hop afro-américain dans les années 1970 et 1980.

## Carrière
Wonder Mike est surtout connu pour être membre du Sugarhill Gang, le premier groupe de hip hop à enregistrer un disque, " Rapper's Delight " en 1979.
Il est connu pour sa grande taille, 6′ 5″ (1,96 m)  debout.

## Vie privée
Wright est un chrétien né de nouveau qui aime peindre, lire la Bible, dessiner et écrire de la poésie. Il a parfois souffert d'asthme.
Le 29 janvier 2014, la fille de Wright, Carmen Delgina, a auditionné pour le concours de chant télévisé américain American Idol.
Depuis 2019, Wright et d'autres membres du Sugarhill Gang continuent de se produire dans des spectacles de nostalgie des années 80.